# Moya Greene
Pour les articles homonymes, voir Greene.
Moya Marguerite Greene (née le 10 juin 1954) est une femme d'affaires et cadre canadienne. Elle a été présidente directrice-générale de Postes Canada dans les années 2000, puis CEO de la Royal Mail de 2010 à 2018, société dont elle dirige la restructuration puis la vente.

## Biographie
Moya Marguerite Greene est née le 10 juin 1954, à Saint-Jean de Terre-Neuve au Canada.
Elle est la fille d'Austin Greene, propriétaire d'une boutique de DIY, et d'Angela, une enseignante,.
Elle obtient son BA de l'Université Memorial de Terre-Neuve en 1974 puis est acceptée à l'Osgoode Hall Law School.
Lorsqu'elle obtient son baccalauréat universitaire en 1979, elle est embauchée par Services publics Canada à Ottawa en tant qu'évaluateur à l'immigration. Elle rejoint ensuite le département du travail puis l'Office du Conseil privé du Canada. Dans ce cadre professionnel, elle est adjointe au ministre de Transports Canada. Elle est responsable du transport, supervisant la privatisation du Canadien National et la dérégulation de l'industrie du transport aéronautique du Canada.
En 1996, elle rejoint TD Canada Trust, filiale de la Banque Toronto-Dominion spécialisée dans les investissements, comme directrice de gestion des infrastructures financières et des PPP. En 2000, elle rejoint la Banque canadienne impériale de commerce comme président adjointe senior et Chief administrative officer (en) (produits aux particuliers). En 2003, elle rejoint Bombardier comme présidente adjointe senior (efficacité opérationnelle) sous la direction de Paul Tellier. Cette même année, le quotidien National Post la classe parmi les 100 femmes les plus influentes au Canada. En 2004, elle est classée parmi les 40 meilleurs cadres féminins au Canada par l'Ivey Business School (en).
À la fin de 2004, elle démissionne de son poste chez Bombardier à la suite du départ de Paul Tellier. Elle est ensuite nommée vice-présidente et présidente exécutive de Postes Canada le 12 mai 2005. À ce poste, elle met l'emphase sur la réduction des dépenses en diminuant les heures d'absence, en augmentant l'automatisation et en améliorant les relations avec les travailleurs. Grâce à ces décisions, Postes Canada dégagent un bénéfice de 281 millions CA$, malgré une baisse de revenus de 5,1 %. Ce succès lui vaut de voir son mandat de cinq ans d'être prolongé de deux ans. Toutefois, pendant sa dernière année à ce poste, le président du syndicat des postiers du Canada, Denis Lemelin, indique : « Si vous comparez les quatre ans avant Greene et les quatre sous sa gestion, les nombres de blessures a augmenté de 15,4 % et les griefs ont augmenté de 59,3 % »,.
Le 27 mai 2010, Greene est nommé présidente par intérim de la Royal Mail britannique. Remplaçant Adam Crozier (en) au début de juillet, elle est la première femme à occuper ce poste et la première personne non-britannique à le faire. Elle a reçu le mandat de privatiser le service postal britannique,.
En 2010, Greene est la fonctionnaire britannique la mieux payée, avec un salaire de base de 498 000 £. Pour la période 2012-2013, elle aurait reçu une rémunération de 3,7 millions £. En 2010, Greene est aussi membre du conseil d'administration de la chaîne de restaurants Tim Hortons,.
En février 2013, elle est classée comme la 12e plus puissante femme au Royaume-Uni par l'émission Woman's Hour (en) de BBC Radio 4.
En août 2013, à la suite du refus du secrétaire d'État aux Affaires Vince Cable d'honorer une dette, elle verse 250 000 £ pour rembourser des factures qu'elle aurait déclarées comme des frais d'achats d'une maison.
En 2014, le Financial Times la nomme Personne de l'année.
Selon le juge et homme d'affaires Luke Johnson (en) : « Elle a fait un travail fantastique de gérer à la fois le syndicat, les politiciens et les médias, tout en parvenant à vendre l'entreprise l'an passé. Il était presque impossible de concilier les demandes de toutes les parties prenantes – tout en vendant une entreprise sur le déclin dans le domaine de la poste et de la livraison de paquets – mais elle a réussi »,.
En septembre 2020, elle est nommée par Andrew Furey, premier ministre de Terre-Neuve-et-Labrador, présidente du Economic Recovery Team, comité provincial nouvellement créé,. À ce poste, elle doit diriger une équipe chargée de trouver des façons d'alléger la dette de la province, au bord de la faillite.
Le 7 mai 2021, une journaliste du quotidien terre-neuvien Victoria Times affirme qu'un rapport, intitulé The Big Reset, met en garde que la province canadienne est au bord d'un abîme financier. Le rapport recommande d'augmenter les impôts et les taxes, de diminuer les dépenses publiques, de réévaluer la rémunération des fonctionnaires et de démanteler les sociétés publiques d'énergie de la province. Toutefois, « soixante universitaires, militants et organisateurs communautaires » terre-neuviens jugent que le remède serait pire que le mal. Un groupe composé de citoyens propose notamment d'augmenter les investissements et de taxer plus les personnes dites riches et les sociétés pour tenter de réduire la dette provinciale de 47 milliards $CA. Le 31 mai 2021, le gouvernement provincial présente son budget annuel, qui ne comprendrait aucune des mesures recommandées par le rapport Greene.

## Vie personnelle
Greene a une fille d'âge adulte de son premier mariage, qui s'est terminé par un divorce. Plus tard, elle a épousé un médecin britannique, Roger Springall, en juin 2014,. Sa résidence principale est à Fulham, Londres.

### Citations originales
1. ↑  (en) « If you compare the four years before Greene with the four years under Greene's management, the numbers show that injuries have gone up 15.4% and grievances have gone up 59.3%. »
2. ↑  (en) « She did a fantastic job managing the unions, politicians and media and floating the business last year. It was an almost impossible task to reconcile demands from all the competing stakeholders – and sell a declining business such as post and parcel delivery to the stock market – but she pulled it off. »